# Bob Kasten

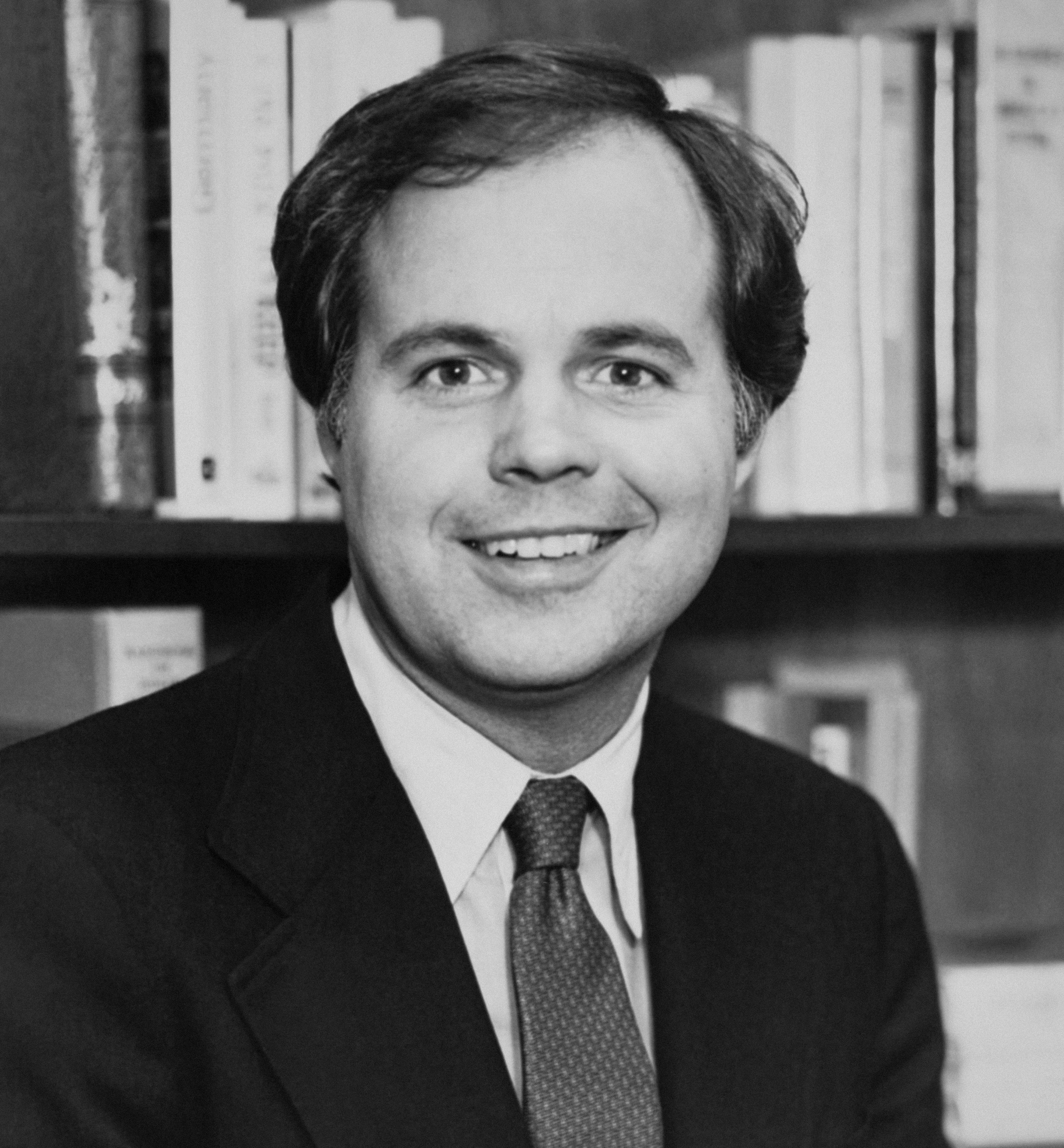
Bob Kasten

Robert Walter „Bob“ Kasten Jr. (* 19. Juni 1942 in Milwaukee, Wisconsin) ist ein ehemaliger US-amerikanischer Politiker (Republikanische Partei), der den Bundesstaat Wisconsin in beiden Kammern des Kongresses vertrat.
Bob Kasten besuchte als Jugendlicher die Choate Rosemary Hall, eine Privatschule in Wallingford (Connecticut), an der er 1960 seinen High-School-Abschluss erreichte. 1964 folgte die Graduierung an der University of Arizona in Tucson; zwei Jahre darauf erwarb er einen akademischen Grad an der Columbia Business School in New York City. Von 1966 bis 1972 diente er in der Air National Guard von Wisconsin.
Am 7. November 1972, dem Tag, an dem Richard Nixon als Präsident der Vereinigten Staaten bestätigt wurde, gewann Kasten die Wahl zum Staatssenator in Wisconsin. Zwei Jahre später entschied er die Wahl im 9. Kongressbezirk des Staates für sich, woraufhin er am 3. Januar 1975 ins Repräsentantenhaus der Vereinigten Staaten einzog; 1976 wurde er im Amt bestätigt. Erfolglos verlief 1978 seine Bewerbung um den Posten des Gouverneurs von Wisconsin, als er die republikanische Primary gegen den späteren Wahlsieger Lee S. Dreyfus verlor.
1980 trat Kasten dann bei der Wahl zum US-Senat gegen den demokratischen Amtsinhaber Gaylord Nelson an, den er mit einem Stimmenanteil von 50,2 Prozent besiegte. Bei dieser Wahl profitierte er vom Trend zugunsten der Republikaner, deren Kandidat Ronald Reagan zeitgleich die Präsidentschaftswahl gewann. Er war der erste republikanische Senator aus Wisconsin, seit Alexander Wiley 1963 aus dem Amt geschieden war.
Kasten, im Senat dem konservativen Flügel seiner Partei zugerechnet, wurde 1986 wiedergewählt, wobei ihm dies mit 50,9 Prozent erneut nur sehr knapp gegen den Demokraten Ed Garvey gelang. 1992 schließlich kam er nur noch auf einen Anteil von 46 Prozent und musste damit sein Mandat am 3. Januar 1993 an Russ Feingold übergeben. Er war in der Folge nicht mehr politisch tätig und wurde Präsident seiner eigenen Beraterfirma mit dem Namen Kasten & Company. Im Vorfeld der Präsidentschaftswahl 2008 wurde bekannt, dass Kasten dem Wahlkampfteam von Rudy Giuliani als außenpolitischer Berater angehören sollte; es war auch vorgesehen, dass er den Wahlkampf in Wisconsin leitet. Allerdings trat Giuliani nach seiner Niederlage in Florida bereits gar nicht mehr bei den Vorwahlen in Wisconsin an.